# Пелуго
Пелу̀го (на италиански: Pelugo; на ломбардски: Piluch, Пилук) е село и община в Северна Италия, автономна провинция Тренто, автономен регион Трентино-Южен Тирол. Разположено е на 675 m надморска височина. Населението на общината е 392 души (към 2018 г.).